# Chris Geere
Chris Geere, född 18 mars 1981 i Cambridge, är en brittisk skådespelare.
Geere har bland annat medverkat i TV-serien Kung Fu Panda: Drakriddaren. Han har även medverkat i filmerna Pokémon: Detective Pikachu och Blood & Chocolate.

## Filmografi (i urval)
- 2004 – Prinsen & jag
- 2007 – Blood & Chocolate
- 2019 – Pokémon: Detective Pikachu
- 2022–2023 – Kung Fu Panda: Drakriddaren (TV-serie)
- 2025 – Kinda Pregnant